# Robert von Greim
Robert rytíř von Greim (22. června 1892 – 24. května 1945) byl německý polní maršál, pilot a poslední velitel Luftwaffe.

## Mládí a první světová válka
Robert Ritter von Greim se narodil 22. června 1892 v Bayreuthu jako syn kapitána policie. V roce 1911 vstoupil von Greim do armády jako kadet do bavorského železničního praporu. V listopadu roku 1912 byl přidělen k 8. pluku polního dělostřelectva v Norimberku. Po absolvování vojenské školy v Mnichově se vrátil, už jako poručík ke svému pluku, kde sloužil jako důstojník baterie.
Po vypuknutí války sloužil nejprve jako kurýr a později jako pobočník u 1. oddílu. V roce 1915 se přihlásil k výcviku u vojenského letectva a v srpnu 1915 se stal leteckým pozorovatelem u 3. leteckého oddílu. V roce 1916 dokončil pilotní výcvik ve Schleißheimu a o rok později byl povýšen na nadporučíka. Poté se vrátil zpět ke svému oddílu, který byl mezitím, v rámci restrukturalizace, přejmenován na 46. letecký oddíl.
Od dubna 1917 sloužil u 34. stíhací perutě a později se stal jejím velitelem. 11. března 1918 zničil, pravděpodobně jako první německý stíhací pilot, ze vzduchu britský tank kulometem[zdroj⁠?!]. V německé jarní ofenzívě roku 1918 mu bylo svěřeno velení několika letek a za 28 leteckých vítězství mu byl udělen řád Pour le Mérite. 23. října 1918 obdržel Vojenský řád Maxe Josefa a tento řád jej opravňoval používat titul rytíř (něm. Ritter).

## Výmarská republika
Po válce se von Greim vrátil do Bavorska spolu s 8. dělostřeleckým plukem a po dobu 10 měsíců zajišťoval chod vzdušné poštovní stanice v Mnichově. To byl klíčový zlom v jeho kariéře. V důsledku neúspěšného Kappova puče požádal o propuštění z armády s čestnou hodností kapitána a začal studovat práva na mnichovské univerzitě. Po dokončení studia se stal zaměstnancem banky, ale jelikož měl von Greim stále velký zájem o letectví, podílel se na pořádání leteckých sportovních akcí. V roce 1924 mu Čankajškova vláda nabídla možnost podílet se na výstavbě čínského letectva. Von Greim tedy odcestoval spolu s svojí rodinou do Číny a strávil zde tři roky. Zde založil leteckou školu, ale jeho mínění o čínských studentech nebylo příliš vysoké, jelikož podle jeho názoru nebyli schopni pracovat s komplikovanými stroji. Von Greim si uvědomil, že jeho místo není v Číně, nýbrž doma v Německu, a tak se v roce 1927 vrátil zpět a stal se ředitelem školy civilního letectví ve Würzburgu.

## Meziválečná doba
1. lednu 1934 vstoupil znovu do armády a tentokrát již v hodnosti majora byl přidělen k 7. dělostřeleckému pluku. V této funkci nesetrval dlouho a už v tentýž rok byl převelen na Göringovo ministerstvo letectví, kde byl jmenován velitelem 1. stíhací pilotní školy, která vznikla po uzavření tajné pilotní školy v blízkosti města Lipeck (podle Versaillské smlouvy nemohla mít Výmarská republika vojenské letectvo, a tak své piloty cvičila v utajení). Podílel se také na výstavbě stíhací letky (později stíhací perutě) Richthofen se sídlem v Döberitzu.
V srpnu 1935 se stal inspektorem stíhačů a v září byl povýšen na podplukovníka. 20. dubna 1936 na výročí Hitlerových narozenin byl povýšen na plukovníka a zároveň mu byla svěřena funkce inspektora řízení letového provozu. Od roku 1937 byl také pověřen správou personálního úřadu Luftwaffe, než se v roce 1938, už v hodnosti generálmajor, stal jeho hlavou. 31. března 1939 mu předal generál Ludwig Wolff velení 5. letecké divize.

## Druhá světová válka
V průběhu Polského tažení a invaze do Norska byl velitelem letecké flotily. Po skončení polské kampaně byl povýšen na generálporučíka a bylo mu svěřeno velení V. leteckého sboru. Po skončení tažení do Francie byl povýšen na generála letectva a také se účastnil letecké bitvy o Británii.

### Východní tažení
V zimě 1941-42 se účastnil se svým sborem bojů o Mariupol a 1. dubna 1942 mu bylo svěřeno velení nad leteckými silami na východě (něm. Luftwaffenkommando Ost) se sídlem ve Smolensku. Na konci roku 1942 byl jeho jediný syn Hubert Greim sestřelen se svým letounem Bf-109 v Tunisku a zbytek války strávil v zajateckém táboře. V únoru 1943 byl povýšen na generálplukovníka a stal se velitelem nově vytvořené 6. letecké flotily, která měla na starosti leteckou podporu Skupiny armád Střed.
Jeho největším taktickým úspěchem bylo zapojení jeho 6. letecké flotily do Bitvy u Kurska a bombardování Orelského výběžku během operace Kutuzov. Za tato úspěchy mu byl Vůdcem osobně udělen Rytířský kříž s dubovou ratolestí. Vzhledem k vysokým ztrátám a technickým poruchám, v důsledku nedostatku náhradních dílů, mohl v létě roku 1944 poskytnout jen asi 50 plně funkčních strojů ze 730 letadel, kterými disponoval před bitvou u Kurska.

### Konec války
Poté, co dosavadního velitele Luftwaffe říšského maršála Hermanna Göringa 23. dubna 1945 obvinil Hitler ze zrady a zbavil ho všech funkcí, povolal von Greima do obleženého Berlína. Ten přeletěl sovětské linie a spolu s pilotkou Hannou Reitschovou přistál s průzkumným letadlem Fieseler Stroch v Gatowě. Poté znovu vzlétli a pokračovali směrem do centra Berlína, letadlo bylo zasaženo granátem a von Greim byl zraněn na pravé noze. Přistáli na improvizované přistávací dráze na ulici Unter den Linden a pěšky pokračovali do Vůdcova bunkru pod Novým říšským kancléřstvím.
Hitler povýšil 26. dubna von Greima na polního maršála a současně ho jmenoval vrchním velitelem Luftwaffe. Stal se tak druhým a zároveň posledním velitelem Luftwaffe, ale jeho působení ve funkci však trvalo jen několik dní. 28. dubna jim Hitler zajistil letadlo pro únik z Berlína, aby tak mohli zatknout Říšského vůdce SS Heinricha Himmlera, který byl rovněž obviněn ze zrady, protože tajně vyjednával se spojenci o separátním míru. V noci potom vzlétli s letadlem Ar 96 přímo nad sovětskými liniemi a odletěli do Plönu.

### Smrt
V den kapitulace Třetí říše 8. května byl von Greim v Rakousku zajat Američany. V prvním prohlášení před svými vězniteli řekl: „Velím Luftwaffe, ale žádnou Luftwaffe nemám“. V rámci sovětsko-americké výměny zajatců měl být předán do sovětských rukou, avšak v obavě z mučení tajnou policií NKVD spáchal 24. května v Salcburku sebevraždu rozkousnutím kyanidové kapsle.

## Data povýšení
- Fähnrich – 7. ledna 1912
- Leutnant – 25. října 1913
- Oberleutnant – 17. ledna 1917
- Hauptmann – 15. února 1921
- Major – 1. ledna 1934
- Oberstleutnant – 1. září 1935
- Oberst – 20. dubna 1936
- Generalmajor – 1. února 1938
- Generalleutnant – 1. ledna 1940
- General der Flieger – 19. července 1940
- Generaloberst – 16. února 1943
- Generalfeldmarschall – 26. dubna 1945

## Vyznamenání
- Železný kříž, II. třída (1914)
- Železný kříž, I. třída (1914)
- Královský hohenzollernský domácí řád, s meči
- Bavorský vojenský záslužný řád, IV. třída s meči a korunou
- Pour le Mérite, (14. 10 1918)
- Vojenský řád Maxe Josefa, (23. 10 1918)
- Bavorský odznak pilota
- Bavorský odznak pozorovatele
- |  Služební vyznamenání Wehrmachtu, III. a IV. třída
- Železný kříž, Spona k pruskému železnému kříži II. třídy (1939)
- Železný kříž, Spona k pruskému železnému kříži I. třídy (1939)
- Rytířský kříž Železného kříže, rytířský kříž (24. 06. 1940)
- Rytířský kříž Železného kříže, s dubovou ratolestí (02. o4. 1943 (216. udělení))
- Rytířský kříž Železného kříže, s dubovou ratolestí a meči (27. 08. 1944) (92. udělení))
- 6× zmíněn v Wehrmachtbericht, (20. června 1940; 22. listopadu 1941; 19. ledna 1942; 3. září 1943; 9. září 1944 a 31. října 1944)
- Zlatý stranický odznak, (30. 01. 1945)
- Společný odznak pilota a pozorovatele[3], s brilianty
- Kříž cti s meči